# Erignatha sagitta
Erignatha sagitta är en hjuldjursart som beskrevs av Harry K. Harring och Myers 1928. Erignatha sagitta ingår i släktet Erignatha och familjen Dicranophoridae. Inga underarter finns listade i Catalogue of Life.